# Luis Muñoz Marín International Airport

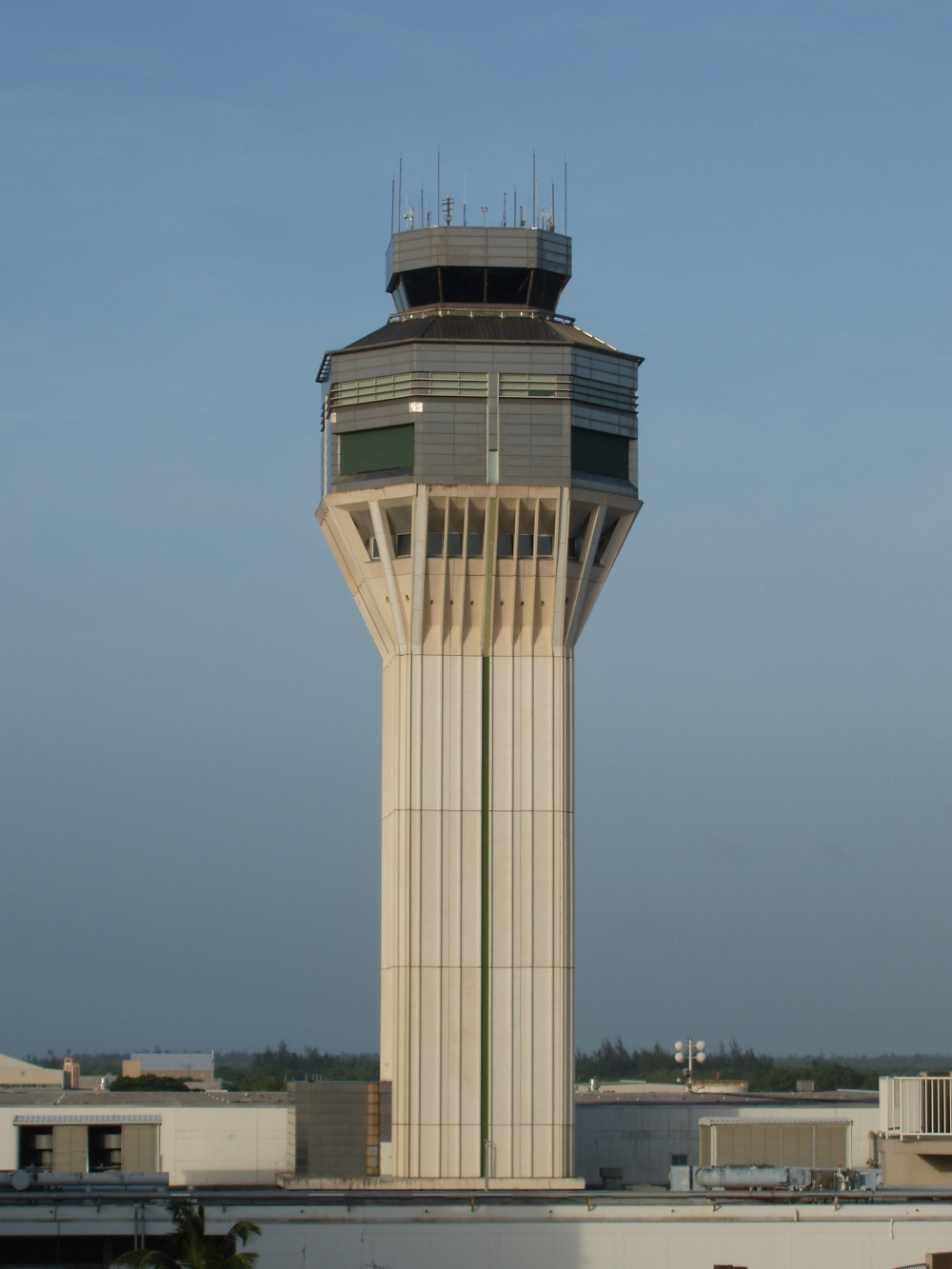
Verkeerstoren van de luchthaven

Luis Muñoz Marín International Airport is de grootste internationale luchthaven van Puerto Rico en gelegen nabij de hoofdstad San Juan. Het is tevens de drukste luchthaven van de Caraïben en biedt vluchten aan binnen alle Amerika’s en Spanje. De luchthaven is vernoemd naar Luis Muñoz Marín, de eerste gekozen gouverneur van Puerto Rico. De luchthaven is een hub voor onder andere Air Sunshine, Silver Airways en Tradewind Aviation en dient daarnaast als basis voor Frontier Airlines en Cape Air.

## Geschiedenis
De eerste plannen voor een nieuwe luchthaven werden gemaakt in 1945 om zo de luchtvaart op het eiland te stimuleren. De luchthaven zou komen te liggen in Isla Verde, nabij de hoofdstad. In 1946 werd begonnen met de bouw en in 1949 was de eerste fase afgerond. Op 22 mei 1955 werd de luchthaven officieel geopend als Isla Verde International Airport. Pas in 1985 kreeg de luchthaven haar huidige naam.

## Militair gebruik
Al vanaf de oprichting van de luchthaven dient de luchthaven als een belangrijke basis voor de Air National Guard van de United States Air Force. Zij dienen vooral het Caribisch gebied en zijn aanwezig bij eventuele rampen als Orkaan Maria.

## Luchtvaartmaatschappijen en bestemmingen

### Passagiers
Vanaf Luis Muñoz Marín International Airport kan worden gevlogen met de volgende luchtvaartmaatschappijen naar de volgende bestemmingen (juli 2024):
| Luchtvaartmaatschappij | Bestemmingen |
| ---------------------- | --- |
| Air Canada Rouge       | Seizoensgebonden: Montreal, Toronto |
| Air Transat            | Seizoensgebonden: Montreal |
| American Airlines      | Charlotte, Chicago, Dallas, Miami, Philadelphia |
| Avelo Airlines         | New Haven, Wilmington |
| Avianca                | Bogotá Seizoensgebonden: Medellín |
| Cape Air               | Charlotte Amalie, Christiansted, Isla de Culebra, Mayagüez, Road Town, Spanish Town, Vieques |
| Caribbean Airlines     | Port of Spain (vanaf 14 juli 2024) |
| Copa Airlines          | Panama-Stad |
| Delta Air Lines        | Atlanta, Boston, Detroit, Minneapolis, New York |
| Frontier Airlines      | Atlanta, Baltimore, Boston, Cancún, Charlotte, Charlotte Amalie, Christ Church, Cleveland, Dallas, Fort Lauderdale, Jacksonville, Miami, Newark, New York, Norfolk, Orlando, Philadelphia, Philipsburg, Port of Spain (vanaf 11 juli 2024), Punta Cana, Raleigh, Santiago de los Caballeros, Santo Domingo, Tampa, Windsor Locks Seizoensgebonden: Christiansted, Fort Myers, West Palm Beach |
| Iberia                 | Madrid |
| InterCaribbean Airways | Road Town |
| JetBlue                | Boston, Cancún (vanaf 28 oktober 2024), Charlotte Amalie, Fort Lauderdale, Medellín (vanaf 29 oktober 2024), Newark, New York, Orlando, Punta Cana, Raleigh, Santo Domingo, Tampa, Warwick (vanaf 27 oktober 2024), Washington D.C., Windsor Locks, White Plains (vanaf 27 oktober 2024) Seizoensgebonden: Christiansted                                                                      |
| Silver Airways         | Basseterre, Charlotte Amalie, Christiansted, Marigot, Philipsburg, Road Town, Santiago de los Caballeros Seizoensgebonden: The Valley |
| Southwest Airlines     | Austin, Baltimore, Chicago, Fort Lauderdale, Houston, Nashville, Orlando, St. Louis, Tampa |
| Spirit Airlines        | Atlanta, Baltimore, Boston, Chicago, Dallas, Fort Lauderdale, Fort Myers (eindigt 8 juli 2024), Houston, Miami, Newark (eindigt 9 juli 2024), New Orleans, Orlando, Philadelphia, Tampa (eindigt 9 juli 2024) |
| St Barth Executive     | Saint-Jean |
| Sun Country Airlines   | Minneapolis |
| Tradewind Aviation     | Saint-Jean Seizoensgebonden: Road Town (vanaf 21 november 2024), Spanish Town, The Valley |
| United Airlines        | Chicago, Denver, Houston, Newark, Washington D.C. |
| WestJet                | Seizoensgebonden: Toronto |

### Vracht
| Luchtvaartmaatschappij | Bestemmingen                                                                                                  |
| ---------------------- | --- |
| ABX Air                | Cincinnati, Miami                                                                                             |
| Air Canada Cargo       | Atlanta, Bogotá, Toronto                                                                                      |
| Air Cargo Carriers     | Basseterre, Charleston, Christ Church, Charlotte Amalie, Christiansted, Philipsburg, Road Town, Santo Domingo |
| Air Sunshine           | Charleston, Charlotte Amalie, Road Town, Seizoensgebonden: Basseterre, The Valley                             |
| Air Flamenco           | Isla de Culebra, Vieques                                                                                      |
| Amazon Air             | Cincinnati, Miami                                                                                             |
| Ameriflight            | Philipsburg                                                                                                   |
| Amerijet International | Bogotá, Brussel, Miami, Newark, Ontario, Orlando, Santiago de los Caballeros, Santo Domingo                   |
| Atlas Air              | Cincinnati, Medellín, Miami                                                                                   |
| Cargolux               | Atlanta, Luxemburg                                                                                            |
| Cargolux Italia        | Milaan |
| IFL Group              | Saint John's                                                                                                  |
| DHL Aero Expreso       | Panama-Stad                                                                                                   |
| DHL Aviation           | Charleston, Saint-Jean, Saint John's                                                                          |
| FedEx Express          | Bogotá, Memphis, Miami                                                                                        |
| FedEx Feeder           | Marigot, Philipsburg, Pointe-à-Pitre, Saint John's                                                            |
| Northern Air Cargo     | Miami, Port-au-Prince                                                                                         |
| UPS Airlines           | Jacksonville, Louisville, Santo Domingo                                                                       |

## Statistieken
Passagiers
| Jaar | Passagiers | Toe-/afname | Jaar | Passagiers | Toe-/afname |
| ---- | ---------- | ----------- | ---- | ---------- | ----------- |
| 2023 | 12.197.553 | 18,3%       | 2011 | 7.993.381  | 5,9%        |
| 2022 | 10.769.475 | 11,2%       | 2010 | 8.491.257  | 3,0%        |
| 2021 | 9.684.227  | 99,9%       | 2009 | 8.245.895  | 12,9        |
| 2020 | 4.845.353  | 48,7%       | 2008 | 9.378.924  | 9,9%        |
| 2019 | 9.448.253  | 11,4%       | 2007 | 10.409.464 | 0,9%        |
| 2018 | 8.373.679  | 0,8%        | 2006 | 10.506.118 | 2,4%        |
| 2017 | 8.437.604  | 6,6%        | 2005 | 10.768.698 | 1,9%        |
| 2016 | 9.037.134  | 3,5%        | 2004 | 10.569.986 | 8,8%        |
| 2015 | 8.733.161  | 1,9%        | 2003 | 9.716.687  | 3,5%        |
| 2014 | 8.569.622  | 2,7%        | 2002 | 9.389.232  | 0,7%        |
| 2013 | 8.347.119  | 1,2%        | 2001 | 9.453.564  |             |
| 2012 | 8.448.172  | 5,7%        |      |            |             |

Marktaandeel
Het marktaandeel van luchtvaartmaatschappijen op de luchthaven is als volgt verdeeld:
| Plek | Luchtvaartmaatschappij | Passagiers | Aandeel |
| ---- | ---------------------- | ---------- | ------- |
| 1    | JetBlue                | 2.626.000  | 23,86%  |
| 2    | Spirit Airlines        | 1.806.000  | 16,41%  |
| 3    | Frontier Airlines      | 1.715.000  | 15,58%  |
| 4    | American Airlines      | 1.334.000  | 12,12%  |
| 5    | Southwest Airlines     | 1.162.000  | 10,56%  |